# Eublemma suava
Eublemma suava is een vlinder uit de familie van de spinneruilen (Erebidae). De wetenschappelijke naam van deze soort werd voor het eerst voorgesteld als Noctua suava door Jacob Hübner in een publicatie uit 1813.

## Verspreiding
De soort komt voor in Zuid-Europa, Marokko, Algerije, Tunesië, Turkije en Libanon.

## Vliegtijd
De vlinder vliegt in de lente en vroege zomer en in de herfst in twee generaties.